# Tandsten
Tandsten er hårde belægninger, som dannes af mundhulens bakterieflora, spyt og madrester. Vi danner næsten alle sammen tandsten, selvom man børster tænder hver dag.
Bakterierne på tænderne danner plak med tandsten til følge.